# Miel de pera

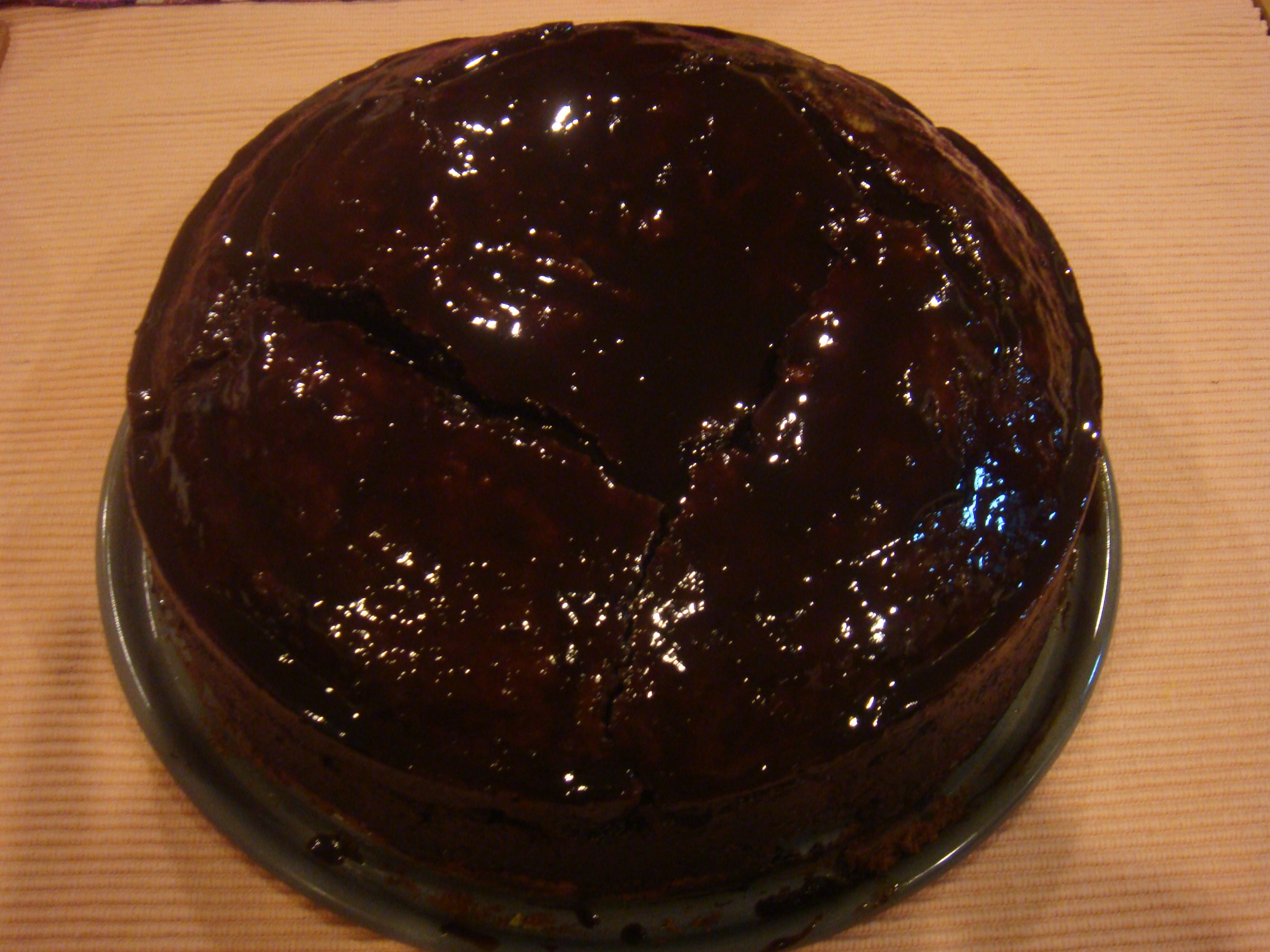
Pan de jengibre con glaseado de miel de pera.

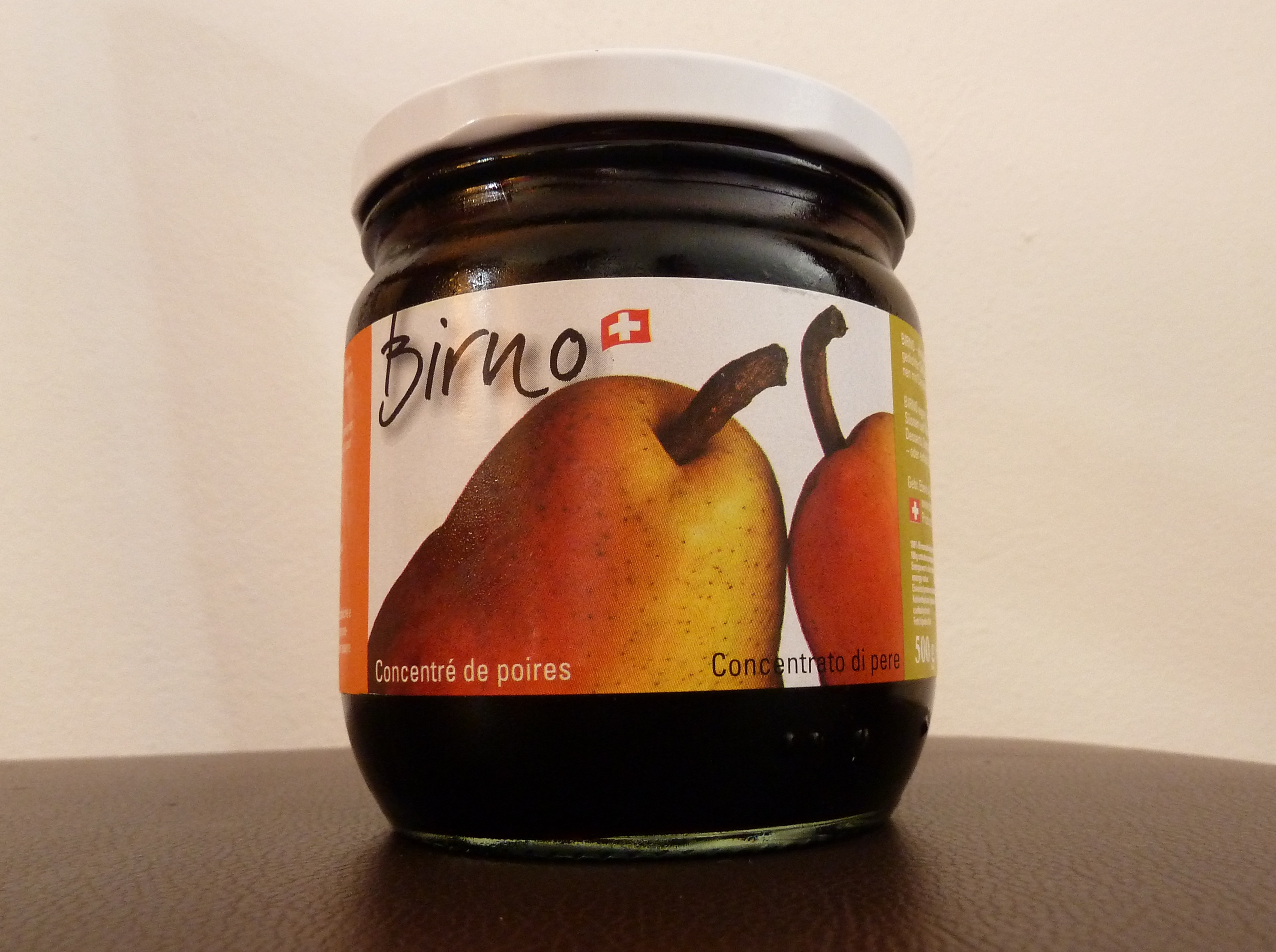
Miel de pera envasada.

La miel de pera, también llamada col de pera en Renania, o sirope de pera, jarabe de pera, o concentrado de pera, es un jugo de fruta espeso, opaco, de color marrón a negro-marrón hecho de peras (a veces también se usan manzanas para esto) que se produce principalmente en Suiza central (fabricado en los cantones de Vaud , Fribourg, Neuchâtel y Jura) y en Alemania. 

## Historia
Las reducciones de fruta, idénticas al vin cuit suizo y al sirope de Lieja belga actuales, se conocen desde la antigüedad como una manera sencilla de conservar la fruta en manera casi ilimitada. El término griego clásico es siraion. Los escritores romanos, como Plinio el Viejo, Apicio o Columela, hablan de sapa, de caroenum, defritum o defrutum según el grado de reducción, que varía según los autores de la mitad al tercio de la cantidad de partida.
La miel de pera ya se conocía en la Edad Media, antes de que el azúcar y las mermeladas pudieran producirse industrialmente a mediados del siglo XVIII . Un sirope muy parecido llamado birnenkraut o apfelkraut se produce en Alemania (especialmente en Eifel). En el cantón suizo de Friburgo se llama vin cuit y en el de Vaud raisinée.

## Usos
Hoy en día, la miel de pera se utiliza principalmente para untar o para endulzar o como ingrediente en el pan de jengibre de Lucerna. Pero a menudo sirve como combinación con "Gschwellti" (patatas hervidas) o "Ziger". 
Durante la Segunda Guerra Mundial, la leche con miel de pera fue una alternativa al café con leche debido a la escasez de granos de café. Antes de que el azúcar se generalizara, la miel de pera se administraba a las abejas como alimento azucarado en ciertas regiones. La miel de pera se introdujo en Suiza después de la Segunda Guerra Mundial para combatir la elaboración casera de alcohol de peras y alcoholismo desenfrenado, que se había extendido entre el campesinado desde mediados del siglo XIX.

## Fabricación
Para la producción de miel de pera, se cosechan las peras 'Tylers', una variedad clásica más adecuada para cocinar. Esta variedad de peras solía estar tan extendida en el cantón de Lucerna que también se las llamaba "Lucerna" (similar en Zug : "Zug"). Para hacer la miel jugosa y dulce, las peras se cosechan en el momento en que aún están duras, pero ya están comenzando a dorarse y caer de los árboles. A veces se agregan variedades dulces de manzanas.
Después de exprimirlo, el jugo se vierte en un recipiente de cobre, sujetando trozos demasiado grandes en un colador y se deja durante la noche en el sótano. Al día siguiente, recoja el "ruido" (fibras flotando en la superficie) y ponga la palangana al fuego. La espuma se acumula incluso antes de que comience a hervir. La cocción dura de 6 a 7 horas. Si se ha alcanzado la consistencia deseada se comprueba en un plato frío: si, después de mezclar, la masa conserva su forma, se puede verter en platos de cerámica y dejar enfriar durante la noche.